# Igreja de São João Baptista de Queijadas
A Igreja de São João Baptista de Queijadas é uma igreja situada na freguesia de Queijada, em Ponte de Lima. A origem do templo não é clara. É possível que no século XII já existisse um templo no local. Em meados do século XIII é referido como propriedade dos Ordem dos Hospitalários, sendo possível que tenha sido esta a responsável pela edificação românica. Na primeira metade do século XVIII, o edifício foi profundamente remodelado. Em 1967 foi classificada como Imóvel de Interesse Público.